# Scleroctenophora
Scleroctenophora là một lớp sứa lược. Cùng với hai lớp khác là sứa lược có tua và sứa lược không tua tạo nên ngành Ctenophora. Được biết đến từ Đá phiến Maotianshan tại Trung Quốc thuộc tỉnh Vân Nam.